# Kanton Lauterbourg

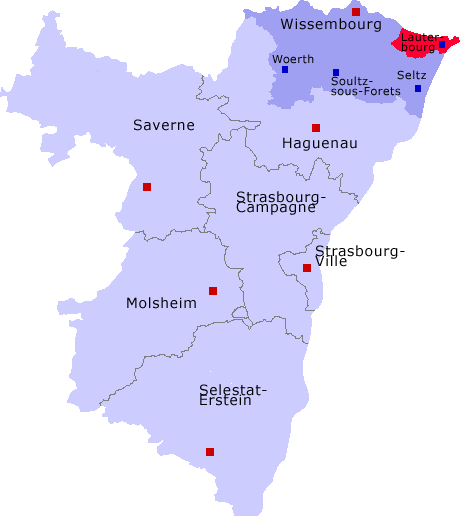
Lage des Kantons Lauterbourg im Arrondissement Wissembourg und im Département Bas-Rhin

Der Kanton Lauterbourg war bis 2015 ein französischer Wahlkreis im Arrondissement Wissembourg im Département Bas-Rhin in der Region Elsass.

## Geschichte
Der Kanton wurde am 4. März 1790 im Zuge der Einrichtung der Départements als Teil des damaligen Distrikts Wissembourg gegründet. Mit der Schaffung der Arrondissements am 17. Februar 1800 wurde der Kanton als Teil des Arrondissements Wissembourg neu zugeschnitten.
Im deutschen Kaiserreich von 1871 bis 1919 existierte ein Kreis Weißenburg innerhalb des Reichslandes Elsaß-Lothringen ohne weitere Unterteilungen oberhalb der Städte und Gemeinden.
Am 28. Juni 1919 wurde der Kanton wieder Teil des Arrondissements Wissembourg.
Am 22. März 2015 wurde der Kanton aufgelöst. Alle Gemeinden gehören jetzt zum Kanton Wissembourg im Arrondissement Haguenau-Wissembourg.

## Geografie
Der Kanton grenzte im Norden an Deutschland mit dem Landkreis Germersheim in Rheinland-Pfalz. Im Osten bildet der Oberrhein die Grenze zum ebenfalls deutschen Landkreis Rastatt im Regierungsbezirk Karlsruhe in Baden-Württemberg.
Innerfranzösische Grenzen existierten zum Kanton Seltz nach Süden und zum Kanton Wissembourg im Westen.

## Gemeinden
Der Kanton Lauterbourg bestand aus folgenden fünf Gemeinden (Einwohner im Jahr 2012):
- Lauterbourg (2234)
- Niederlauterbach (949)
- Neewiller-près-Lauterbourg (634)
- Salmbach (561)
- Scheibenhard (801)